# Dlouhá Hora (Dětřichov)
Dlouhá Hora (do 1949 Hamrová, niem. Hammerhau) – osada, część wsi Dětřichov wchodzącej w skład miasta i gminy Jesionik, położona w kraju ołomunieckim, w powiecie Jesionik, w Czechach.